# Katrina Scott
Katrina Scott (* 11. Juni 2004 in Los Angeles, Kalifornien) ist eine US-amerikanische Tennisspielerin.

## Karriere
Scott begann im Alter von sieben Jahren mit dem Tennisspielen und bevorzugt Sandplätze. Sie spielt vor allem Turniere des ITF Junior Circuits oder auf der ITF Women’s World Tennis Tour, wo sie bislang vier Titel im Einzel  und einen im Doppel gewinnen konnte.
Beim Juniorinnendoppel der US Open 2018 erreichte sie mit ihrer Partnerin Robin Montgomery das Achtelfinale. Bei den Wimbledon Championships erreichte sie im Juniorinneneinzel ebenfalls das Achtelfinale.
Ihr Debüt auf der WTA Tour gab Katrina Scott bei den Mubadala Silicon Valley Classic 2019, wo sie eine Wildcard für die Qualifikation erhielt. Sie verlor ihr Erstrundenmatch gegen Tímea Babos knapp in drei Sätzen mit 5:7, 6:2 und 5:7.
Für die US Open 2019 erhielt Katrina Scott eine Wildcard für die Qualifikation zum Dameneinzel.

## Turniersiege

### Einzel
| Nr. | Datum         | Turnier       | Kategorie | Belag     | Finalgegnerin    | Ergebnis   |
| --- | ------------- | ------------- | --------- | --------- | ---------------- | ---------- |
| 1.  | 8. Mai 2022   | Daytona Beach | ITF W25   | Sand      | Reese Brantmeier | 6:2, 6:4   |
| 2.  | 3. Juli 2022  | Columbus      | ITF W25   | Hartplatz | Peyton Stearns   | 7:5, 6:3   |
| 3.  | 31. Juli 2022 | Dallas        | ITF W25   | Hartplatz | Elvina Kalieva   | 6:1, 6:0   |
| 4.  | 7. April 2024 | Jackson       | ITF W35   | Sand      | Jamie Loeb       | 7:69, 7:66 |

### Doppel
| Nr. | Datum         | Turnier | Kategorie | Belag         | Partnerin             | Finalgegnerinnen                     | Ergebnis |
| --- | ------------- | ------- | --------- | ------------- | --------------------- | ------------------------------------ | -------- |
| 1.  | 27. Juli 2024 | Dallas  | ITF W50   | Hartplatz (i) | Usue Maitane Arconada | Jessica Hinojosa Gómez Hiroko Kuwata | 6:3, 6:3 |